# Alchemilla melanoscytos
Alchemilla melanoscytos é uma espécie de rosácea do gênero Alchemilla, pertencente à família Rosaceae.